# Arena AufSchalke
Arena AufSchalke, trenutačno znan kao Veltins-Arena je stadion u njemačkom gradu Gelsenkirchenu. Stadion je izgrađen 2001., za FC Schalke 04 Gelsenkirchen. Do 1. srpnja 2005. ovaj se stadion zvao Arena AufSchalke, ali je ime promijenio jer ga je kupila njemačka pivovara Veltins. Najveći događaji održani na ovome stadionu su UEFA Liga prvaka 2004. i 5 utakmica Svjetskoga nogometnoga prvenstva 2006.
Veltins-Arena je kapaciteta 61.673 sjedećih mjesta.

## Vanjske poveznice
|  | Zajednički poslužitelj ima još gradiva o temi Arena AufSchalke |

| Prethodnik:  | Domaćin finala UEFA Lige prvaka 2004. | Nasljednik: |
| Old Trafford | Domaćin finala UEFA Lige prvaka 2004. | Atatürk     |